# Hattrick (datorspel)

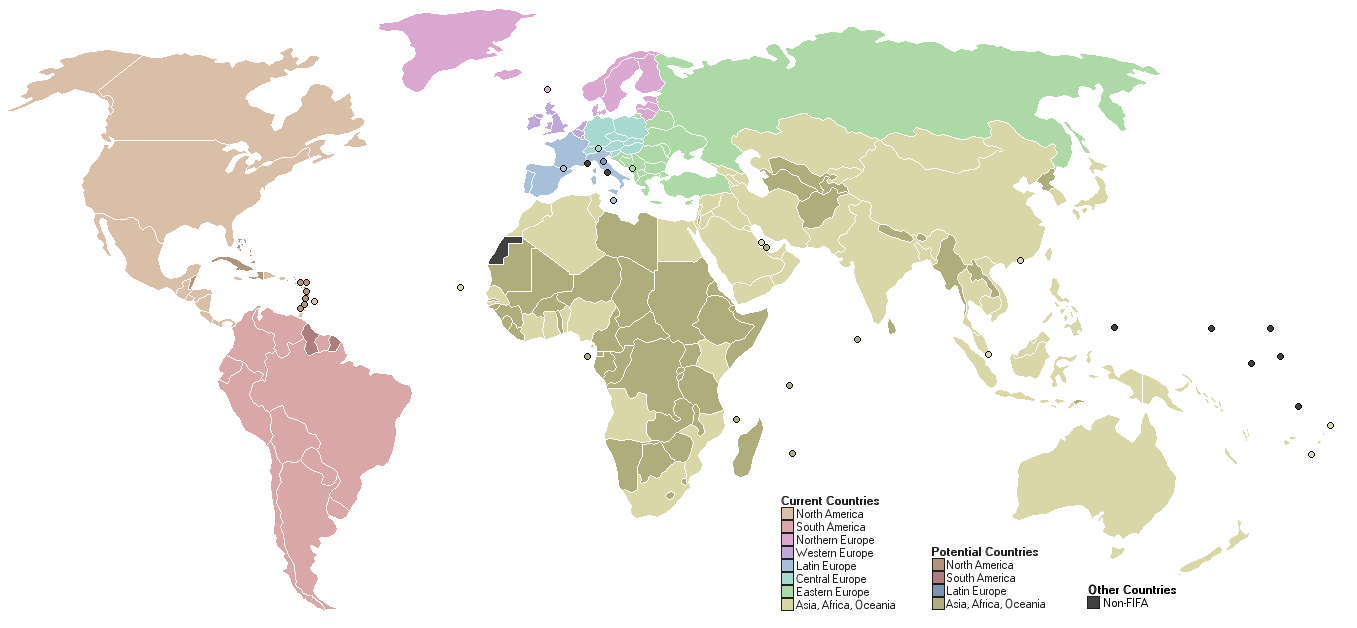
Länder som finns i Hattrick, indelade efter regioner.

Hattrick är ett webbaserat fotbollsmanagerspel med nationella ligor. År 2007 hade spelet drygt 900 000 aktiva användare från hela världen.
Användaren leder ett fotbollslag och får sälja och köpa spelare, bygga upp en träningsplan och så vidare. Om användaren är tillräckligt skicklig kommer laget att kunna kvala sig vidare eller ta sig direkt upp i seriesystemet efter en fyra månader lång säsong.

## Historia
Hattrick lades ut på internet 30 augusti 1997 av Björn Holmér. Den första säsongen deltog 16 lag med två serier som spelades i sju omgångar. Sidan stängdes varje kväll 00:30 och morgonen därpå fick spelarna se om deras transfers gått igenom och hur matcherna gått. Spelet, som bara fanns i Sverige, blev snabbt populärt och efter några månader flyttades det till portalen Passagen. År 2000 startade Holmér företaget Extralives tillsammans med Johan Gustavsson och Daniel Abrahamsson. Företaget hade då sin bas i Stockholm, men finns numera i Storbritannien.
År 2004 lanserades Hattrick i en ny design och kom också i en engelsk version. Sju nya ligor öppnades samtidigt: Argentina, Tyskland, Frankrike, England, Italien, Spanien (som senare blev Mexiko) och USA. I dag finns Hattrick över hela världen och spelbolag har även erbjudit spel på Hattrick-matcher.
År 2007 hade Hattrick dagligen omkring 50 000 användare inloggade samtidigt och under en vecka hade drygt en miljon matcher spelats.

## Spelare
Varje spelare har åtta olika grundegenskaper:
- Kondition: Ju bättre kondition, desto längre orkar spelaren. Detta påverkar framför allt mittfältets betyg i andra halvlek, men även andra spelare kan göra misstag om de blir för trötta.
- Målvakt: Spelarens förmåga att hindra motståndaren att göra mål. För utespelare spelar denna förmåga ingen roll.
- Spelupplägg: Hur bra en spelare bygger upp spelet. Denna förmåga är viktigast för mittfältarna, men kan vara ett plus för andra spelare som bidrar till mittfältsbetyget.
- Framspel: Påverkar en spelares förmåga att skapa bra målchanser. Egenskapen är viktigast för anfallarna och mittfältarna, men även backar har fördel av detta vid kontringstaktik.
- Ytter: Hur bra en spelare spelar på kanterna, viktig för ytterbackar, yttermittfältare och anfallare med ordern "ut på kanten".
- Försvar: Spelarens förmåga att förhindra motståndaren att skapa bra målchanser. Egenskapen är viktigast för backar, men även mittfältares försvårsförmåga påverkar lagets defensiva kvalitet.
- Målgörare: Hur bra en spelare är att göra mål, om denna förmåga är låg hos anfallarna blir målchanserna bortkastade.
- Fasta situationer: Endast till nytta för målvakterna, frisparks- och straffläggarna. (Undantaget är deras inverkan vid så kallade SE - Special Events.)

Varje egenskap kan ha ett värde på en 21-gradig skala där högsta benämningen är gudomlig och den lägsta obefintlig:
gudomlig, utopisk, magisk, mytomspunnen, utomjordisk, titanisk, himmelsk, oförglömlig, övernaturlig, gudabenådad, legendarisk, unik, fenomenal, enastående, ypperlig, bra, hyfsad, dålig, usel, katastrofal och obefintlig.
Alla dessa egenskaper går att träna upp men för att en spelare skall få träning måste denne ha spelat en match i veckan på den positionen som man har valt att träna.
En spelare kan bli bättre utan att dess förmåga höjs (detta syns bara på spelarens TSI-värde); för att det skall "synas" att en spelare höjs kan det ta ca 7-9 veckor (beroende på träningsmetod) för en 19-årig spelare om du har en enastående tränare och nio hjälptränare.
Förutom dessa egenskaper kan en spelare också ha en specialitet: Snabb, teknisk, kraftfull, nickskicklig eller oförutsägbar. Namnen i sig förklarar ganska bra vad det handlar om, men alla dessa specialiteter har också en baksida.
Utöver detta har spelarna olika grad av rutin, som höjs för varje match beroende på händelserna han varit med i. Det finns också värden för spelarnas trevlighet, aggressivitet, hederlighet och ledarförmåga.
Till sist finns också formen, som liksom i verkligheten kan gå både uppåt och neråt.
Spelet har också en community och för den som är intresserad av statistik finns också en hel del sidor att vända sig till.
Sett till antalet aktiva medlemmar, är de största länderna Sverige, Spanien, Nederländerna, Belgien, Argentina och Schweiz, fastän länder som Polen, Estland, Finland, Rumänien, Colombia och Tyskland börjar närma sig toppen.
Det finns även två landslag för varje land, ett U20-landslag och ett A-landslag. Varje säsong ordnas ett VM, varannan säsong för A-landslag och varannan säsong för U20-landslag. Det första landet att vinna en VM-titel efter Sverige var Rumänien. På tio "A"-VM har Sverige vunnit sex, Norge ett, Tyskland ett, Estland ett och Portugal. Portugal är nuvarande innehavare av världsmästartiteln. På nio U-20 VM har Sverige vunnit tre, Rumänien och Norge vunnit två var och Tyskland och Estland har vunnit ett. Och där är Tyskland regerande mästare.
Det finns många tredjepartsprogram tillgängliga för hjälp och utökad spänning, som till exempel match viewers och managerprogram.

### Forskning
Hattrick har ett antal gånger använts inom akademisk forskning. Helsingfors universitet genomförde en fallstudie för att utvärdera om simulerade spel kan användas som affärsmodell för vadslagning. Slutsatsen var att vadslagning på simulerade sporthändelser utgör en intressant möjlighet med potential för framtiden, men fler studier behövs på ämnet för att ge säkra svar. Bookmakerföretaget Expekt har dock redan erbjudit spel på Hattrick-matcher.
En vetenskaplig artikel från Lunds universitet, "Time Extraction from Real-time Generated Football Reports", presenterades vid Nordic Conference of Computational Linguistics in Tartu, Estonia, 2007. Artikeln påstod att händelser i ett matchreferat kan sorteras, per mening, genom att klassificera händelser som resultatförändring, räddning, avslut, passning osv. Idén implementerades i en prototyp och testades för svenska matchreferat från Hattrick. Metoden gav bättre resultat än att naivt antaga att händelserna på fotbollsplanen hände i samma ordning som de dök upp i texten, något som till exempel skulle kunna användas vid automatisk visualisering av matcher.